# Atabegs de Yazd
La dinastia d'atabegs de Yazd fou una família de atabegs que va governar a la província de Yazd als segles XI-XII, com a tributaris dels seljúcides i més tard dels il-Khan.
La dinastia es va originar quan el sultà seljúcida Toghrul III va nomenar com a governador militar de Yazd i atabeg de les dues filles menors del darrer kakúyida de Yazd (Faramarz o Garshasp ibn Ali Ala al-Dawla, mort a la batalla de Qatwan el 1141 sense hereu mascle), al general turc Rukn al-Din Sam ibn Langar. Sam era bona persona però mal governant i el bandidatge es va desenvolupar i tot el rerepaís va quedar saquejat per les bandes de bandits. Quan tenia 90 anys, el 1193/1194 fou substituït pel seu germà petit Izz al-Din Langar que havia estat governador d'Esfahan i Siraz pels seljúcides i que ja devia ser bastant gran, el qual va governar fins al 1207/1208 restablint l'orde a la província i fent nombroses construccions a Yazd (fortins, mesquites, banys o hammans, jardins, estacions de caravanes i altres).
El va succeir el seu fill Vardanruz que va regnar del 1207/1208 al 1218/1219, del qual no se sap gairebé res, però que ben segur va ser tributari d'Ala al-Din Muhammad de Coràsmia. A la seva mort s'entra en un període fosc. Apareixen esmentats tres membres de la dinastia: el seu cosí Ala al-Dawla Ata Khan, fill de Rukn al-Din Sam ibn Langar, esmentat en aquesta època com a "senyor de Yazd" i del que s'indica que va morir al servei del xa de Coràsmia Djalal al-Din Manguberti en un combat contra els mongols prop d'Esfahan el 1228; Muizz al-Din Kay Kayus, fill d'Izz al Din Langar; i Muyhi al-Din, també fill d'Izz al Din Langar; no se sap quin dels tres fou atabeg, és possible que el tercer descrit com home d'un caràcter molt religiós.
En un moment donat apareix com a atabeg un altre fill d'Izz al Din Langar, de nom Isfahsalar Abu Mansur, anomenat Kutb al-Din. Alguns autors pensen que en realitat fou directament successor de Vardanruz el 1218/1219, del que s'assenyalen nombroses construccions (viles, mausoleus, un bazar, etc.). Va intentar tenir bones relacions amb els sultans kara khitai de Kirman, i el seu fill Mahmud Shah es va casar amb Yakut Torkhan, filla del fundador de la dinastia kara khitai del Kirman Burak Hadjib Kutlugh Sultan; una altra filla d'aquest darrer ja s'havia casar anteriorment amb Muyhi al-Din, possible atabeg. Mahmud Shah va succeir al seu pare el 1228/1229, però va tractar d'usurpar la dot de la seva dona i segurament per això no fou ben tractat pels successors del seu sogre que en la seva presència el tractaven "com un nen davant el pare". Durant el regnat de Mahmud Shah, Yazd fou la base principal des de la que el fill de Burak, Rukn al-Din Abu l-Muzaffar Kutlug Sultan (Khwadja Djuk) va obtenir el sultanat de Kirman.
Mahmud Shah va governar màxim tretze anys (1228/1229 a 1241/1242 encara que una font diu que va morir el 1239/1240 i el va succeir Salghur Shah, segurament el seu fill. El gran kan Ogodei, al que Salghur havia enviat regals, va autoritzar la seva investidura i va enviar un diploma. Va governar poc temps i el va succeir el seu fill Taga Shah, també un reconegut constructor que va regnar fins al 1271/1272. El va succeir el seu fill Ala al-Dawla va governar fins que va morir de malaltia el 1274/1275
Va pujar al tron el seu germà Yusuf Shah. Va ofendre als amirs del Il-khan Ghazan quan va enviar regals al kan i no als emirs (una altra versió diu que no va voler pagar el tribut d'un pishkash): Ghazan li va enviar al amir Yasudor (Yesüder o Toghay ibn Yesüder) amb instruccions de confirmar al atabeg (que hauria d'anar a la cort per ser investit en el càrrec) només després de recaptar tres anys endarrerits de l'impost immobiliari del kharadj; però Yusuf no va acceptar fer el pagament ni anar a la cort; Yusuf es va fer fort a Yazd i va enviar a la seva mare amb regals a Yasüder per intercedir al seu favor; Yasüder la va tractar de manera irrespectuosa i va refusar els regals; la mare va tornar a Yazd i va informar al seu fill que va entrar en còlera. Yadüder i els seus homes estaven acampats a la rodalia de la ciutat, i a la nit Yusuf va sortir de la ciutat i va entrar al campament per sorpresa atacant les forces de Yesüder el qual va morir junt amb bona part dels seus homes, i les dones i fills de l'amir van caure presoners. Quan Ghazan ho va saber va enviar llavors un altre amir, Muhammad Idadji o Idaji amb 30000 cavallers des d'Esfahan. Yusuf, veien impossible resistir, va fugir al Sistan amb les dones i fills de Yasudor (i altres presoners) i el seu exèrcit, fora de l'abast de l'amir.
Idadji va respectar a la població de Yazd però va annexionar el territori directament als dominis de l'Il-khan, sota un daruqa nomenat per Ghazan. Segons l'historiador Muini, Yusuf fou capturat al Khurasan i portat davant Ghazan a Tabriz, i finalment fou perdonat, però després va refusar a acompanyar al kan a la campanya de Síria (1299) i fou executat; el mateix Muini diu que va deixar dos fills, Ala al-Dawla i Salghur Shah, que van morir com atabegs a Yazd però en moments en què havien caigut en desgràcia (1318)
Futurs descendents foren simples pagesos.

## Llista d'atabegs
- Rukn al-Din Sam ibn Langar 1142-1193/1194
- Izz al-Din Langar 1193/1194-1207/1208
- Vardanruz 1207/1208-1218/1219
- Muyhi al-Din 1218/1219-?
- Izz al Din Langar ?-1228/1229
- Mahmud Shah 1228/1229-1241/1242
- Salghur Shah I 1241-1242
- Taga Shah 1242-1271/1272
- Ala al-Dawla I 1271/1272-1274/1275
- Yusuf Shah 1274/1275-vers 1290
- Afrasiyab ibn Yusuf Shah, vers 1290
- Annexió vers 1290-1298
- Ala al Dawla II vers 1298-?
- Salghur Hajji Shah I ?-1318